# ルチアーノ・ヴィンチェンツォーニ
ルチアーノ・ヴィンチェンツォーニ（Luciano Vincenzoni, 1926年3月7日 - 2013年9月22日）は、イタリアの脚本家である。

## 人物・来歴
1926年（大正15年）3月7日、イタリア王国（現在のイタリア共和国）ヴェネト州トレヴィーゾ県に生まれる。
1951年（昭和26年）、マリオ・セクィ監督の『悲劇的な魔法』の製作主任としてクレジットされたのが、映画界でのもっとも古い記録である。1954年（昭和29年）に公開されたマリオ・ボンナール、アルド・ファブリッツィ監督による『奴らは路面電車を盗んだ』の脚本執筆に参加、原案としてクレジットされる。同作では、クレジットされていないが、セルジオ・レオーネが演出に参加しており、レオーネとのつきあいはごく初期から始まっていた。
1965年（昭和40年）、ピエトロ・ジェルミ監督の『誘惑されて棄てられて』の脚本で、同作の脚本を共同執筆したジェルミ、アージェ＝スカルペッリとともにナストロ・ダルジェント最優秀脚本賞を受賞する。1967年（昭和42年）、ピエトロ・ジェルミ監督の『蜜がいっぱい』の脚本でも、同作の脚本を共同執筆したジェルミ、アージェ＝スカルペッリとともにナストロ・ダルジェント最優秀脚本賞を受賞する。
1996年（平成8年）には、エンニオ・フライアーノの名を冠したフライアーノ映画祭で、永年功労賞を受賞した。
2013年9月22日、87歳で死去。

## おもなフィルモグラフィ
70作の脚本作がある。

### 1950年代
- 『悲劇的な魔法』 Incantesimo tragico : 監督マリオ・セクィ、1954年 - 製作主任
- 『奴らは路面電車を盗んだ』 Hanno rubato un tram : 監督マリオ・ボンナール / アルド・ファブリッツィ / セルジオ・レオーネ（ノンクレジット）、1954年 - 原案
- 『放浪者たち』 I girovaghi : 監督ウーゴ・フレゴネーゼ、1956年 - 脚本・出演
- 『鉄道員』 Il ferroviere : 監督ピエトロ・ジェルミ、1956年 - 脚本・原案
- 『ママっ子』 Il cocco di mamma : 監督マウロ・モラッシ、1957年 - 脚本
- 『恋すれば災いあれ』 Amore e guai : 監督アンジェロ・ドリゴ、1958年 - 脚本・原案
- 『イタリア人は狂ってる』 Gli italiani sono matti : 監督ドゥイオ・コレッティ / ルイス・マリア・デルガド、1958年 - 原案
- 『初夜』 La prima notte : 監督アルベルト・カヴァルカンティ、1959年 - 脚本・原案
- 『戦争・はだかの兵隊』 La grande guerra : 監督マリオ・モニチェリ、1959年 - 脚本・原案
- 『潜水艦浮上せず』 Lupi nell'abisso : 監督シルヴィオ・アマーディオ、1959年 - 脚本・原案

### 1960年代
- 『汚れた英雄』 Il gobbo : 監督カルロ・リッツァーニ、1960年 - 脚本・原案
- 『好敵手』 The Best of Enemies : 監督ガイ・ハミルトン、1962年 - 脚本・原案
- 『誘惑されて棄てられて』 Sedotta e abbandonata : 監督ピエトロ・ジェルミ、1964年 - 脚本・原案
- 『夕陽のガンマン』 For a Few Dollars More : 監督セルジオ・レオーネ、1965年 - 脚本・原案
- 『蜜がいっぱい』 Signore & signori : 監督ピエトロ・ジェルミ、1966年 - 脚本・原案
- 『続・夕陽のガンマン/地獄の決斗』 Il buono, il brutto, il cattivo : 監督セルジオ・レオーネ、1966年 - 脚本・原案
- 『新・夕陽のガンマン/復讐の旅』 Da uomo a uomo : 監督ジュリオ・ペトローニ、1967年 - 脚本・原案
- 『残虐の掟』 L'avventuriero : 監督テレンス・ヤング、1967年 - 脚本・原案
- 『豹/ジャガー』 Il mercenario : 監督セルジオ・コルブッチ、1968年 - 脚本・原案
- 『怪奇な恋の物語』 Un tranquillo posto di campagna : 監督エリオ・ペトリ、1969年 - 脚本・原案

### 1970年代
- 『ローマ・ベーネ』 Roma bene : 監督カルロ・リッツァーニ、1971年 - 脚本・原案
- 『夕陽のギャングたち』 Duck : 監督セルジオ・レオーネ、1971年 - 脚本・原案
- 『小さな刑事』 Torino nera : 監督カルロ・リッツァーニ、1972年 - 脚本・原案
- 『俺たちはギャングじゃない』 Schiaffoni e karate : 監督アントニオ・マルゲリーティ、1973年 - 脚本・原案
- 『華麗なる復讐』 Dio, sei proprio un padreterno! : 監督ミケーレ・ルーポ、1973年 - 脚本・原案
- 『栄光の北アフリカ戦線』 Gli eroi : 監督ドッチオ・テッサリ、1973年 - 脚本・原案
- 『アマゾネス』 Le guerriere dal seno nudo : 監督テレンス・ヤング、1973年 - 脚本・原案
- 『愛の終りに』 Verdict : 監督アンドレ・カイヤット、1974年 - 脚本・原案
- 『危険なめぐり逢い』 Jeune fille libre le soir : 監督ルネ・クレマン、1975年 - 脚本・原案
- 『オニオン流れ者』 Cipolla Colt : 監督エンツォ・G・カステラーリ、1976年 - 脚本・原案
- 『オルカ』 Orca : 監督マイケル・アンダーソン、1977年 - 脚本・原案・製作

### 1980年代
- 『ボニー&クライド 俺たちに明日はある』 Bonnie e Clyde all'italiana : 監督ステーノ、1982年 - 脚本・原案・出演
- 『ハーツ・アンド・アーマー』 I Paladini - storia d'armi e d'amori : 監督ジャコモ・バッティアート、1983年 - 脚本・原案
- 『サバイバル・ショット/恐怖からの脱出』 Inferno in diretta : 監督ルッジェロ・デオダート、1985年 - 脚本・原案
- 『マイアミ・スーパーコップ』 Miami Supercops : 監督ブルーノ・コルブッチ、1985年 - 脚本・原案
- 『アーノルド・シュワルツェネッガー/ゴリラ』 Raw Deal : 監督ジョン・アーヴィン、1986年 - 脚本・原案

### 1990年代以降
- 『モンテカルロ殺人事件』 Once Upon a Crime... : 監督ユージン・レヴィ、1992年 - 脚本・原案
- 『デザート・ソルジャー』 Beyond Justice : 監督ドッチオ・テッサリ、1992年 - 脚本・原案
- 『マレーナ』 Malèna : 監督ジュゼッペ・トルナトーレ、2000年 - 脚本・原案

## 註
1. 1 2 3 4 5 6 7 8 9  Luciano Vincenzoni, インターネット・ムービー・データベース （英語）, 2010年12月14日閲覧。
2. ↑  Luciano Vincenzoni, allmovie （英語）, 2010年12月14日閲覧。

## 関連事項
- イタリア式コメディ
- フライアーノ賞 （en:Flaiano Prize）
- フライアーノ映画祭 （en:Flaiano Film Festival, it:Premio Flaiano）